# ذي إندبندنت
ذي إندبندنت (بالإنجليزية: The Independent)‏ هي صحيفة إخبارية بريطانية على الإنترنت أُنشئت عام 1986 باعتبارها صحيفة وطنية صباحية مستقلة ذات طابع سياسي تُنشر في لندن. كانت الصحيفة تستخدم شكل القطع الكبير «البرودشيت» في ورقها تحت اسم مستعار هو «ذي إندي»، وتغير شكلها إلى التابلويد عام 2003. نُشرت آخر طبعة ورقية يوم السبت في 26 مارس 2016، ولم يتبق سوى النسخة الإلكترونية.
تميل الصحيفة إلى اتخاذ موقف مؤيد للسوق فيما يخص القضايا الاقتصادية.
كانت الصحيفة مملوكة من قِبل منظمة «ذي إندبندنت نيوز آند ميديا» لصاحبها الإيرلندي توني أورايلي منذ عام 1997، إلى أن بِيعت لرجل الأعمال الروسي وضابط لجنة أمن الدولة السابق ألكسندر ليبيديف عام 2010.
كان متوسط عدد الصحف في التداول اليومي في يونيو 2015 أقل من 58,000، أي أقل بنسبة 85% من ذروتها عام 1990، في حين كان عدد التداول اليومي لصحيفة «ذي إندبندنت أون صنداي» أكثر من 97,000. اختيرت الطبعة اليومية لتكون «الصحيفة الوطنية للعام» في حفل توزيع جوائز الصحافة البريطانية لعام 2004.
يصل عدد مشاهدات موقع الويب وتطبيق الهاتف الذكي شهريًا إلى 22,939,000 مشاهدة.

## التاريخ

### من عام 1986 وحتى 1990
بعد أن أُطلقت عام 1986، نُشر العدد الأول من ذي إندبندنت في 7 أكتوبر من ذات العام بشكل القطع الكبير. أُنتجت الصحيفة بواسطة شركة «نيوزبيبر ببلشنغ» العمومية المحدودة وأُعدّت من قِبل أندرياس ويتام سميث وستيفن غلوفر وماثيو سيموندز. كان الشركاء الثلاثة صحفيين سابقين في صحيفة «ديلي تلغراف»، وكانوا قد تركوا الصحيفة لدى نهاية فترة امتلاك اللورد هارتويل لها. كان ماركوس سيف أول رئيس لشركة «نيوزبيبر ببلشنغ»، فيما كان ويتام سميث رئيس الصحيفة.

### من عام 1990 حتى 1999
واجهت صحيفة ذي إندبندنت في التسعينيات من القرن العشرين تخفيضًا في الأسعار من خلال سندات ملكية مردوخ، وبدأت حملة إعلانية تتهم فيها صحيفتي «التايمز» و«ديلي تلغراف» بالتعبير عن آراء أصحابها، روبرت مردوخ وكونراد بلاك. تميزت الحملة بالسخرية من رؤساء الصحف الأخرى بكلمات مثل «ذا روبرت مرودخ» أو «ذا كوندراد بلاك» (في إشارة إلى أن المالك هو الصحيفة ذاتها أو أن الصحيفة تُعبر عن آراء مالكها)، مع وجود كلمة ذي إندبندنت تحت العنوان الرئيسي.

### من عام 2000 وحتى عام 2009
حل إيفان فالون، الذي كان عضوًا في مجلس الإدارة منذ عام 1995 وكان سابقًا شخصية بارزة في صحيفة صنداي تايمز، محل هوبكنز في منصب رئيس منظمة «ذي إندبندنت نيوز آند ميديا» في يوليو 2002. كانت الصحيفة تخسر 5 ملايين جنيه إسترليني سنويًا بحلول منتصف عام 2004. كان المقصود بالتحسن التدريجي أنه بحلول عام 2006، كان التداول عند أعلى مستوى له في تسع سنوات.
في نوفمبر 2008، بعد المزيد من التخفيضات في عدد الموظفين، نُقل الإنتاج إلى نورثكليف هاوس، في طريق كينسنغتن السريع، المقر الرئيسي لصحيفة «أسوشييتد نيوزبيبر». ظلت العمليات التحريرية والإدارية والتجارية لمجموعتي الصحفية منفصلتين، لكنهما تشاركتا في الخدمات بما في ذلك الأمن وتكنولوجيا المعلومات وجدول الرواتب.

### من عام 2010 وحتى 2016
في 25 مارس 2010، باعت «ذي إندبندنت نيوز آند ميديا» الصحيفة إلى الأوليغاركي الروسي ألكسندر ليبيديف مقابل رسم رمزي قدره مليون جنيه إسترليني و9.25 مليون جنيه إسترليني على مدى الأشهر العشرة القادمة، وكانت قد اختارت هذا الخيار عند إغلاق صحيفتي «ذي إندبندنت» و«ذي إندبندنت أون صنداي»، واللتين كانتا تُقدران بنحو 28 مليون جنيه إسترليني و40 مليون جنيه إسترليني على التوالي، وذلك بسبب العقود طويلة الأمد. اشترى ليبيديف عام 2009 حصة كبيرة في صحيفة «لندن إيفننغ ستاندرد»، واستقال المحرر روجر ألتون بعدها بأسبوعين.

### منذ عام 2016
قررت صحيفة ذي إندبندنت في مارس 2016 إغلاق القسم المطبوع منها، وأن تصبح صحيفة إلكترونية فقط؛ نُشرت الطبعة الورقية الأخيرة يوم السبت في 26 مارس 2016. ونشرت صحيفة «ذي إندبندنت أون صنداي» آخر طبعة ورقية لها في 20 مارس 2016 وأُغلقت بعد ذلك.

### عبر الإنترنت
أعادت ذي إندبندنت في 23 يناير 2008 إطلاق موقعها الإلكتروني الذي يحمل الرابط «www.independent.co.uk». قدم الموقع، الذي استؤنف تشغيله، مظهرًا جديدًا للمستخدمين، ووصولًا أفضل إلى خدمة التدوين، وأولوية لمحتوى الوسائط المصورة والمتحركة (الصور والفيديو)، وصفحات إضافية في الموقع تتضمن الفن والهندسة المعمارية والأزياء والأدوات والصحة. أطلقت الصحيفة برامج بث صوتي (بودكاست) مثل «عرض ذي إندبندنت الإذاعي للموسيقا» و«دليل ذي إندبندنت للسفر» و«بث ذي إندبندنت الصوتي للرحلات البحرية» و«دليل ذي إندبندنت للسفر بالوسائط المتحركة (الفيديو)». ينشر الموقع منذ عام 2009 نشرات إخبارية قصيرة بالوسائط المتحركة تقدمها قناة الجزيرة الإنجليزية.
في عام 2014، أطلقت ذي إندبندنت موقعًا إلكترونيًا مشابهًا يدعى «آي 100»، وهو موقع صحافي «قابل للمشاركة» يشبه موقعي «ريدت» و«آبورثتي».

## وجهات النظر السياسية
حين أُنشئت الصحيفة عام 1986، اعتزم المؤسسون أن يعكس موقفها السياسي مركز الطيف السياسي البريطاني، واعتقدوا أن هذا سيجذب القراء بشكل أساسي من التايمز وديلي تليغراف. اعتُبر أن موقفها يميل إلى جناح اليسار من الطيف السياسي، مما يجعلها منافسًا للغارديان. ومع ذلك، تميل صحيفة ذي إندبندنت إلى اتخاذ موقف ليبرالي مؤيد للسوق فيما يتعلق بالقضايا الاقتصادية. أشارت صحيفة «ذي إندبندنت أون صنداي» إلى نفسها على أنها «صحيفة ليبرالية بفخر».
اتخذت الصحيفة موقفًا قويًا في الصفحات الأولى ضد غزو العراق عام 2003 وجوانب السياسة الخارجية الأمريكية والبريطانية المتعلقة بالحرب على الإرهاب في أعقاب هجمات 11 سبتمبر. بالإضافة إلى ذلك، سلطت ذي إندبندنت الضوء على ما يُشار إليه بجرائم الحرب التي ترتكبها القوات الموالية للحكومة في منطقة دارفور بالسودان.

## وصلات خارجية
- ذي إندبندنت على موقع الموسوعة البريطانية (الإنجليزية)

الموقع الرسمي